# Sokouhoué
Sokouhoué è un arrondissement del Benin situato nella città di Djakotomey (dipartimento di Kouffo) con 14.223 abitanti (dato 2006).